# Reign Over Me
Reign Over Me (La esperanza vive en mí en Hispanoamérica, En algún lugar de la memoria en España) es una película de 2007, escrita y dirigida por Mike Binder, producida por Jack Binder. Forman parte del elenco Adam Sandler, Don Cheadle, Jada Pinkett Smith, Liv Tyler, Donald Sutherland y Saffron Burrows. Distribuida por Columbia Pictures, fue clasificada como R por la MPAA debido al lenguaje y ciertas referencias sexuales. Fue lanzada en DVD el 9 de octubre de 2007.

## Trama
La historia comienza en un amanecer, Charlie Fineman (Adam Sandler) pasea por las calles vacías de Nueva York en un scooter, con auriculares en las orejas y un rostro inexpresivo, viviendo su propio mundo.
En la película, Alan Johnson (Don Cheadle), un dentista dedicado, con una bella esposa (Jada Pinkett Smith) y dos hijas, encuentra a Charlie: este había sido su compañero de habitación en la universidad de odontología, por lo que llegaron a ser muy buenos amigos. 
Alan se siente inerte y vacío, un espectador en su propia vida, manipulado por sus socios, su trabajo y su familia, a la vez que se enfrenta a acusaciones de acoso sexual presentadas por una paciente obsesionada, Donna Remar (Saffron Burrows). Alan solicita asesoramiento de forma inapropiada (en la calle) a una terapeuta que trabaja en su construcción, la Dra. Ángela Oakhurst (Liv Tyler), refiriéndose a su situación como la de un "amigo". 
Al principio, Charlie parece no recordar a Alan, ya que Charlie vive en su propio mundo. Poco a poco va recordando su relación con Alan y retoman la amistad, pasando buenos momentos juntos. Rápidamente se hace evidente que Charlie no tiene ningún deseo de hablar de su familia, ya que cada vez que toca el tema, Charlie reacciona violentamente o trata de hablar de otra cosa.
Los dos hombres juegan videojuegos, van a todos los maratones de cine por las noches, tocan con el equipo musical que tiene Charlie en su apartamento, en fin, viven como si sus vidas fueran igual de sencillas que cuando estudiaban en la universidad. Charlie pasa mucho tiempo jugando videojuegos (en la película se hace una muy peculiar y notable publicidad al videojuego Shadow of the Colossus), desafiando a la gente y remodelando su gran cocina, cada pocos meses, de acuerdo con su propietario. Constantemente escucha canciones en su iPod para evitar escuchar temas relacionados con su familia. 
Alan pasa tanto tiempo con Charlie que comienza a olvidar relacionarse con su esposa, Janeane y ella empieza a sentir celos por él.
Cuando muere el padre de Alan, Charlie no está en condiciones de aceptar el tema de la muerte, así que cambia el tema, invitándolo a salir y a desayunar o almorzar constantemente. Minutos después de la muerte del padre de Alan, Charlie, indiferente a la situación, trata de invitarlo a salir, pero Alan toma esto como una falta de respeto y al ver la falta de tacto de su amigo, frente a semejante situación, se enfada y deja de hablarle. El director del filme, Mike Binder hace una aparición como Brian Sugarman, un viejo amigo de Charlie, con el que no habla desde los atentados. Brian cuida los intereses y bienes de Charlie, por lo que supone que Alan está aprovechándose del estado de Charlie debido a que este último trata de regalarle a Alan un millón de dólares a cambio de retomar el contacto que perdió con el debido a los acontecimientos dados después de la muerte del padre de Alan.
Día después de la muerte del padre de Alan, Charlie invita a salir a Alan, pero un comentario involuntario de este último, provoca una fuerte pelea entre los dos amigos, que termina cuando ambos se dan cuenta de lo que están haciendo y comienzan a charlar sobre la situación, viéndose interrumpidos por la llegada de Donna Remar.
Donna le explica en el consultorio a Alan que la razón por la que lo acosaba sexualmente era debido a que estaba emocionalmente inestable debido a que hace poco se había divorciado de su esposo, quien mantenía una relación paralela con otra mujer.
Pronto Alan comienza a comprender que Charlie no debe vivir en su propio mundo y que necesita enfrentar su dolor a fin de avanzar y recuperar su vida por lo que decide reunirse con Sugarman para discutir qué hacer con Charlie. Sugarman le dice que él y Charlie fueron una vez los mejores amigos y compañeros de golf, pero desde el incidente del avión Charlie no quiere tener contacto con él, a nivel personal. Brian le explica que la razón por la que no le habla a ningún amigo o familiar es debido a que cada vez que habla con ellos, siente que quieren tocar un tema relacionado con su fallecida familia. Sugiere que él es exactamente lo que Charlie necesita, alguien que no conoció a su familia y que no hace preguntas. Él comienza a comprender su papel en la vida de Charlie y se da cuenta de que es el único en quien Charlie confía. 
Charlie comienza a ver a la Dra. Oakhurst y pasa la mayor parte de sus sesiones usando sus auriculares, después de diversas sesiones, Ángela termina el tratamiento con Charlie dejando ver que no están llegando a ninguna parte de la terapia pues Charlie sigue en negación. Después de una breve charla con Oakhurst, Charlie inmediatamente deja la oficina, se sienta en la sala de espera con Alan y por primera vez habla abiertamente de su esposa, hijas y el perro de su familia fallecida. Se rompe en lágrimas y relata los hechos el día del ataque y lo último que dijo a su esposa antes de su muerte: una fuerte discusión por celular sobre la remodelación de la cocina, razón por la cual Charlie la remodela compulsivamente cada pocos meses. 
Poco después, Charlie entra en una profunda depresión, mientras está solo en casa y viendo una película de romance en la televisión. Cansado de los recuerdos y el tormento que lleva, decide suicidarse. Encuentra un viejo revólver, pero al no encontrar balas, sale del edificio con la pistola en mano y se encuentra con dos policías en un restaurante. De pie en la calle saca el Revólver y apunta a un taxista, con la esperanza de que alguno de los agentes, al verlo, le dispare y lo mate, pero uno de ellos logra detenerlo. Alan y la doctora Oakhurst se enteran de ello y solicitan libertad bajo fianza para él. 
Sin embargo, debido a ser considerado un "viudo del 9/11" los cargos tuvieron que ser retirados a fin de evitar una pesadilla política, sin embargo, deciden ponerlo en terapia hasta nuevo aviso. En el transcurso de la terapia, los médicos deciden mantener a Charlie encerrado en el hospital durante un año, pero debido a que Alan y la doctora Oakhurst se niegan a dejarlo encerrado, se lleva el caso a un tribunal.
En los tribunales Charlie está sentado con Ángela y Donna (quien llegó a la audiencia como muestra de apoyo) mientras Donna susurra a Ángela, preguntándole, "¿por qué no pueden entender que él solo tiene un corazón roto?". En el transcurso de los tribunales, Charlie es confrontado con una foto de su familia, al verla reacciona violentamente y es sacado del tribunal. El juez decide dejar la decisión final de sacar o dejar internado a Charlie en el hospital a familiares de su fallecida esposa, sus suegros, los cuales deciden dejarlo libre.
Él les dice a sus suegros que no es necesario que el lleve fotos de su familia debido a que los ve en todas partes, en cada rincón se enfrenta a su sufrimiento, todo lo que ve le recuerda a su familia... incluso al perro, dice: «Veo a un pastor alemán y veo al poodle». Les pide que entiendan ya que a diferencia de ellos, que se tenían el uno para el otro, él estaba solo (no tenía hermanos y sus padres habían muerto cuando era pequeño) por lo que constantemente, recordaba a su esposa e hijas. Su suegra comienza a llorar y Charlie le da un beso en la mejilla para hacerla sentir mejor y luego se retira enojado. 
Con la ayuda de Alan, Charlie termina la cocina en secreto y este último se muda de apartamento. Alan invita a Donna en secreto al nuevo lugar, y después de jugar videojuegos con Charlie, los deja solos. 
Alan llama a su esposa en el camino para decirle que sabe que han tenido problemas últimamente, pero desea mejorar las cosas. Alan, en el camino a su casa, se encuentra con el viejo scooter de Charlie (encadenado a un poste de luz, frente al viejo apartamento de Charlie). El conserje del edificio le pide insistentemente, que se lo lleve y así la historia termina con una escena inspirada en el principio de la historia.
Tanto el tema principal como el nombre de la película (Reign Over Me) fueron tomados de la clásica canción de la banda británica de Rock The Who.

## Elenco
- Adam Sandler como el Dr. Charlie Fineman
- Don Cheadle como el Dr. Alan Johnson
- Jada Pinkett Smith como Janeane Johnson.
- Liv Tyler como la Dra. Angela Oakhurst
- Saffron Burrows como Donna Remar.
- Donald Sutherland como Juez Raines.
- Robert Klein como Jonathan Timpleman.
- Melinda Dillon como Ginger Timpleman.
- Mike Binder como Bryan Sugarman.
- Jonathan Banks como Stelter.
- John de Lancie como Nigel Pennington.
- Tim Allen como Adell Modell.
- Paula Newsome como Melanie.
- Ted Raimi como Peter Saravino.
- Nigel Marven como Fallon.
- Joey King como Gina Fineman (no aparece en los créditos).

Inicialmente Tom Cruise y Javier Bardem iban a interpretar los papeles de Adam Sandler y Don Cheadle, respectivamente. Jennifer Garner originalmente iba a representar el papel de Liv Tyler. Cuando Cruise renunció, Bardem sugirió a Sandler después de verlo en Punch-Drunk Love. En un primer momento Sandler no aceptó el papel, pero después de leerlo por segunda vez firmó el contrato. Bardem renunció y Cheadle se hizo con el papel.